# Ronan Finn
Ronan Finn est un footballeur irlandais né le 21 décembre 1987 à Dublin (Irlande). Il occupe le poste de milieu de terrain. Il remporte à plusieurs reprises le championnat d'Irlande avec les Shamrock Rovers et le Dundalk FC. Il est le joueur irlandais du championnat irlandais ayant disputé le plus de matchs de coupes d'Europe.

## Biographie
Ronan Finn, rapidement repéré dans les équipes de jeunes de Dublin, s'engage en 2005 avec le club anglais de Cambridge United. Il passe huit mois dans l'équipe des moins de 21 ans. Mais comme il souhaite terminer ses études, il adopte un mode de fonctionnement particulier en rejoignant chaque vendredi, les cours terminés, par avion, son club de Cambridge. Finn marque pour son premier match lors d'une victoire 3-1 sur Mansfield Town en FA Youth Cup, la coupe d'Angleterre des jeunes. Son intégration croissante dans l'équipe des moins de 21 ans de Cambridge étant grandissante, Finn se trouve confronté à de plus en plus de demandes d'aller-retour entre l'Angleterre et Dublin de la part de son entraîneur. Il choisit alors de se consacrer à ses études et quitte Cambridge.

### UCD
Ronan Finn s'engage dans le club de son université, UCD. Il est immédiatement intégré à l'équipe des moins de 21 ans. Il est membre de l'équipe qui remporte pour la deuxième fois consécutivement le championnat des moins de 21 ans, marquant le but vainqueur en finale contre les jeunes de Shelbourne. Son niveau de jeu impressionne et il est rapidement appelé à s'entraîner puis à jouer avec l'équipe première du club. Il fait ses grands débuts en championnat lors d'un match contre Longford Town en novembre 2005. Il est alors remplaçant et ce premier match se solde par une défaite 1-0. Deux semaines plus tard, il entre de nouveau en cours de match sur le terrain de UCD et marque son premier but lors de ce match contre les Shamrock Rovers.
Finn commence quand même la saison 2006 avec les moins de 21 ans. Mais, à partir du mois de juin, il est de nouveau appelé chez les seniors pour quelques remplacements. Il se fait remarquer en août lors d'une rencontre contre les Sligo Rovers au cours de laquelle il est nommé "homme du match". Il s'agit de sa toute première titularisation en Premier Division. À partir de ce moment, il devient un titulaire régulier sous la direction du manager Pete Mahon. Il joue son premier match de coupe d'Irlande contre Limerick. Il marque deux buts lors de cette rencontre et permet ainsi à son équipe de s'imposer 3-1. Cette première saison démontre tout son potentiel : il est nommé parmi la liste du trophée des meilleurs jeunes joueurs du championnat et est élu "Meilleur nouveau joueur" par les supporters de UCD. À partir de la saison 2007, Finn est un élément indispensable de son équipe.
En 2008, Ronan Finn est un des éléments les plus expérimentés de UCD. Il forme un duo performant avec l'autre milieu de terrain, Alan McNally. Malgré cela, son équipe lutte toute la saison pour sa survie dans l'élite sans parvenir à se maintenir. Terminant à la dernière place, UCD est relégué en First Division. Cette relégation entraine le départ de la quasi-totalité de l'équipe type. Finn reste néanmoins au club pour terminer ses études de Management sportif à l'université. Il est nommé capitaine de l'équipe par le manager Martin Russell et mène son équipe à la victoire en First Division, à la promotion en première division pour la saison 2009 et au titre de meilleur joueur de First Division.

### Sporting Fingal
Après cinq saisons à UCD, ses études terminées, Ronan Finn quitte le club et signe au Sporting Fingal Football Club qui vient de remporter la Coupe d'Irlande. Il participe à ses premiers matchs européens  : un deuxième tour de Ligue Europa contre les Portugais du CS Maritimo. Il joue 34 matchs et marque 8 buts pour Fingal. Mais son passage au club tourne court. Lors de l'intersaison, les dirigeants du Sporting Fingal annoncent leur volonté d'annuler leur participation au championnat d'Irlande et renoncent à leur licence professionnelle. Finn recherche donc un nouvel employeur et tombe très rapidement d'accord avec les Shamrock Rovers.

### Shamrock Rovers
En février 2011, Ronan Finn signe avec le Shamrock Rovers Football Club. Cette première saison est une grande réussite puisqu'il remporte successivement la Setanta Sports Cup et le championnat d'Irlande. Il est aussi titulaire au milieu de terrain de l'équipe qui participe à la Ligue Europa 2011-2012. Les Shamrock Rovers deviennent alors la toute première équipe de l'histoire à participer à la phase de groupe de la Ligue Europa après avoir éliminé les Serbes du FK Partizan Belgrade. Ils ont pour adversaires Tottenham Hotspur, le Rubin Kazan et le PAOK Salonique.

### Dundalk FC
En décembre 2004, Ronan Finn signe un contrat de deux ans avec le Dundalk Football Club. Il rejoint ainsi son ancien entraîneur Stephen Kenny.
Dès sa première saison dans le nord de l'Irlande, Finn remporte le doublé championnat d'Irlande et Coupe d'Irlande. Lors de l'intersaison suivante, le départ de Richie Towell vers l'Angleterre va faire évoluer son rôle dans l'équipe. Kenny le fait jouer beaucoup plus haut sur le terrain, en soutien direct des attaquants. C'est dans cette position avancée qu'il inscrit un hat-trick contre Longford Town et qu'il est élu meilleur joueur du championnat pour le mois d'avril 2016.
Finn est aussi en réussite avec Dundalk en coupe d'Europe. En effet, le club joue trois tours de qualification à la Ligue des champions. Finn est titulaire pour les six rencontres.

### Shamrock Rovers, deuxième partie
Après deux saisons dans le Comté de Louth, Ronan Finn revient aux Shamrock Rovers où il signe un contrat de trois ans. Après deux saisons de progression régulière, les Shamrock remportent le titre de champion d'Irlande en 2020 sans concéder la moindre défaite.

## Palmarès
Avec UCD
- Vainqueur de la First Division 2009

Avec les Shamrock Rovers
- Championnat d'Irlande
  - Vainqueur en 2011, 2020, 2021, 2022 et 2023
- Coupe d'Irlande
  - Vainqueur en 2019
- Setanta Sports Cup
  - Vainqueur des éditions 2011 et 2013

Avec Dundalk
- Championnat d'Irlande
  - Vainqueur en 2015 et 2016
- Coupe d'Irlande
  - Vainqueur en 2015